# Luciano Pagliarini
Luciano André Mendonça Pagliarini (Arapongas, 18 de abril de 1978) é um ciclista brasileiro, hoje aposentado. Foi considerado um dos melhores ciclistas brasileiros, sendo o primeiro brasileiro a vencer uma etapa de uma corrida do UCI ProTour.

## Carreira

### Primeiros anos
Teve seu primeiro contato com a bicicleta aos três anos de idade. Inspirado pelo seu irmão mais velho, Luiz Augusto, Luciano começa a participar de competições regionais aos 8 anos de idade no BMX. Em 1993, durante uma competição regional, conhece José Luiz Vasconcellos, vice-presidente da Confederação Brasileira de Ciclismo, que o incentiva a seguir a carreira de ciclista. Nesse ano, foi campeão paranaense de mountain bike, e, a partir daí, começa a focar no esporte.
Em 1994, ganhou sua bicicleta speed, especializada em ciclismo de estrada, o qual começa a praticar. Em 1996, seu último ano na categoria júnior, obtém resultados recordes no campeonato brasileiro, conquistando seis medalhas de ouro e uma de prata. Começa a ser convocado para a seleção brasileira, e recebe um convite da equipe Caloi, uma das mais importantes do ciclismo brasileiro na época. Em 1997, defendendo as cores da Caloi, Pagliarini vence 17 provas do calendário nacional e, no ano seguinte, vence outras 38 provas. Nesses dois anos, conquistou diversas vitórias nas principais provas do calendário nacional, como a Prova Ciclística 9 de Julho, 12 etapas da Volta de Santa Catarina, cinco etapas da Volta do Paraná, o Campeonato Brasileiro de Ciclismo de Estrada e por duas vezes o Meeting Internacional de Brasília, além de uma etapa da Volta do Chile e duas da Vuelta del Uruguay, sendo considerado um dos principais talentos do ciclismo brasileiro.

### Emigração a Europa
Ao final de 1998, venceu uma prova seletiva para as Olimpíadas, no Rio de Janeiro. Participaram da prova equipes de vários países, entre elas uma italiana. Um colega, Renato Ferraro, o colocou em contato com Ivan Parolin, um dos dirigentes da equipe IMA da Itália, com a qual Pagliarini assinou um contrato para competir no ano seguinte. Em fevereiro de 1999, desembarcou na Itália como novo integrante da equipe IMA Cadore Carla Travel de San Donà di Piave, equipe de categoria amadora. O brasileiro enfrenta várias dificuldades no ciclismo europeu, mas após conseguir se adaptar, os resultados começam a surgir, e Pagliarini percebe que pode competir ao lado dos melhores do mundo, concluindo a temporada com cinco vitórias.

### Introdução ao ciclismo profissional
Em 2000, vence o Torneio de Verão de Ciclismo, no Brasil, antes de retornar à Itália competir pela IMA. Consegue outras 6 vitórias na temporada, o que faz surgir interesse das equipes profissionais pelo brasileiro. Estreou como profissional pela Lampre-Daikin em 2001. Os primeiros anos foram de dificuldade para a adaptação, devido às diferenças entre o ciclismo amador e profissional. Pagliarini envolveu-se em dois acidentes e quebrou a clavícula duas vezes. Ainda assim, conseguiu boas participações, e participou pela primeira vez da Vuelta a España em 2001 e do Tour de France em 2002.

### Apogeu
Seu grande ano veio em 2003, quando pôde mostrar suas habilidades como um velocista no ciclismo profissional. Em fevereiro, participou do Tour de Langkawi, na Malásia, e venceu três etapas. No mês seguinte, ganhou a Clásica de Almería, na Espanha, tornando-se o atleta mais vitorioso do início da temporada de 2003. Outras 4 vitórias no ano garantiram um novo contrato com a Lampre, que o colocou como velocista principal da equipe para a temporada de 2004.
Participou dos Olimpíadas de 2004, em Atenas, tendo abandonado a prova de estrada devido a problemas mecânicos. Disputou a Volta da França 2005 e sua melhor posição foi um quinto lugar no segundo dia da competição. Abandonou a prova na nona etapa. Nos Jogos Pan-Americanos de 2007, Pagliarini conquistou a medalha de bronze na prova de estrada. Também venceu uma etapa do Eneco Tour, corrida parte do calendário ProTour, a maior categoria para as corridas de ciclismo no mundo. Com isso, Pagliarini tornou-se o primeiro brasileiro a vencer uma etapa de uma prova do UCI ProTour. No ano seguinte, participou das Olimpíadas de Pequim, na China, e completou a prova representando o Brasil, após percorrer mais de 240 km sentado de lado no selim da bicicleta devido a problemas com pedras no rim e fortes dores.
Durante os quase 11 anos na Itália, Luciano Pagliarini representou o Brasil conquistando mais de 50 vitórias (incluindo o período diletante) e participou das provas mais importantes do Calendário Mundial de Ciclismo como o Tour de France, Giro d'Itália, Paris-Roubaix, Milão-Sanremo, entre outras.

### Volta ao Brasil e aposentadoria
Para 2009, Pagliarini havia assinado com uma nova equipe de ciclismo, a TelTech H2O, mas esta não conseguiu uma licença da UCI e a equipe deixou de existir antes mesmo de começar. Luciano ficou sem equipe por alguns meses e ganhou peso, até que em julho anunciou que retornaria ao Brasil para competir pela Memorial-Santos e focar sua preparação para competições de pista de olho nas Olimpíadas de 2012. No ano seguinte, transferiu-se para a Scott-Marcondes Cesar-São José dos Campos, mas essa passou por problemas financeiros durante o ano, com Pagliarini sendo o primeiro e um dos poucos a tornar públicas suas queixas contra a equipe. Como protesto, não participou dos Campeonatos Brasileiros de Ciclismo. A equipe veio a dissolver-se em setembro, e Pagliarini aposentou-se do ciclismo profissional, tornando-se técnico da seleção brasileira de ciclismo de pista.

## Principais resultados
1998
1º - Meeting Internacional de Brasília
1º - Etapas 1, 2, 3 e 8 da Volta do Paraná
1º - Prova Ciclística 9 de Julho
1º - Etapas 3, 4, 5, 6, 8 e 12 da Volta de Santa Catarina
1º - Etapa 3 da Volta do Chile
1º - Etapas 4 e 10 da Vuelta del Uruguay
2000
1º - Classificação Geral do Torneio de Verão de Ciclismo
2003
1º - Etapas 2, 3 e 4 do Tour de Langkawi
1º - Clásica de Almería
2004
1º - Etapas 7 e 8 do Tour de Langkawi
1º - Etapa 5 da Vuelta Ciclista a Murcia
2006
1º - Desafio 24h de Fortaleza
2007
3º  Prova de estrada dos Jogos Pan-Americanos
1º - Etapa 5 do Eneco Tour
1º - Etapa 4 do Tour de Missouri
2008
1º - Etapa 6 do Tour da California
2010
1º - Etapas 1, 5a e 6 da Rutas de América